# Dendronephthya arborea
Dendronephthya arborea is een zachte koraalsoort uit de familie Nephtheidae. De koraalsoort komt uit het geslacht Dendronephthya. Dendronephthya arborea werd in 1899 voor het eerst wetenschappelijk beschreven door May. 